# Hieracium durum
Hieracium durum là một loài thực vật có hoa trong họ Cúc. Loài này được Hylander mô tả khoa học đầu tiên năm 1943.